# Јевтимије Исповедник
Свети Јевтимије Исповедник је хришћански светитељ. Био је епископ у граду Сарду. У време владавине византијског цара Константина VI и царице Ирине био је епископ Сардијски. Присуствовао је Седмом васељенском сабору.
Када је на власт дошао Нићифор I Јевтимије је као противник иконоборства изгнан на острво Паталареју (између Сирије и Туниса). После година проведених у изгнанству, након долазка на власт цара Лава V Јерменина, Јевтимије је изведен пред цара ради саслушања о поштовању икона. Јевтимије је пред царом потврдио свој став о поштовању икона и критиковао иконоборство, тако да је поново протеран, овај пут у град Ас у Мизији. После смрти цара Лава, на власт је дошао Михаило Муцави који је поново довео Јевтимија и покушао да га натера да прихвати иконоборство. Међутим Јевтимије му је рекао:
Нека је анатема сваки који се молитвено не клања Господу нашем Исусу Христу на икони изображеном.
Због ове изјаве је тучен, и потом бачен у тамницу на рту Акрит на Црном мору. За време владавине цара Теофила, 840. године, разапет је између четири стуба и дуго тучен воловским жилама, док није отекао од батина. Након седам дана је преминуо од задобијених рана.
Српска православна црква слави га 26. децембра по црквеном, а 8. јануара по грегоријанском календару.